# Réforme du gouvernement local en Irlande du Nord
« Local Government Act (Northern Ireland) 2014 » redirige ici. Pour les articles homonymes, voir Local Government Act.
Au Royaume-Uni, une réforme du gouvernement local d’Irlande-du-Nord conduite entre 2002 et 2015 remplace les 26 zones d’autorités locales créées en 1973 par 11 nouveaux districts et rénove l’organisation des pouvoirs publics locaux nord-irlandais.
Le nouveau découpage entre en vigueur le 1er avril 2015 en application du Local Government (Boundaries) Order (Northern Ireland) 2012, un décret en Conseil daté du 30 novembre 2012. La législation de gouvernement local nord-irlandaise est améliorée pour l’action des nouveaux conseils de district par le Local Government Act (Northern Ireland) 2014, qui reçoit la sanction royale le 12 mai 2014.

## Situation des autorités locales
À l’inverse des autorités unitaires d’Angleterre, les districts d’Irlande-du-Nord admettent une population moins nombreuse avec en moyenne 65 000 habitants par entité. Le découpage en 26 districts hérité du Local Government Act (Northern Ireland) 1972 n’a pas connu d’altérations majeures depuis son entrée en vigueur le 1er octobre 1973. Seule la composition de leurs organes délibérants, les conseils de district, a été modifiée plusieurs fois au grée de l’évolution des données démographiques par le changement de limites ou la création de wards.
En juin 2002, l’exécutif d’Irlande-du-Nord établit une révision de l’administration publique (Review of Public Administration) dans le but de mettre en œuvre des dispositions relatives à la reddition de compte, au développement et à l’administration et la prestation des services publics (notamment un projet de réduction du nombre de districts). Cependant, en octobre 2002, l’assemblée est suspendue : la responsabilité de cette révision revient à Westminster par le biais du direct rule. Le secrétaire d’État pour l’Irlande-du-Nord et ses ministres font publier la feuille de route des objectifs en octobre 2003,.

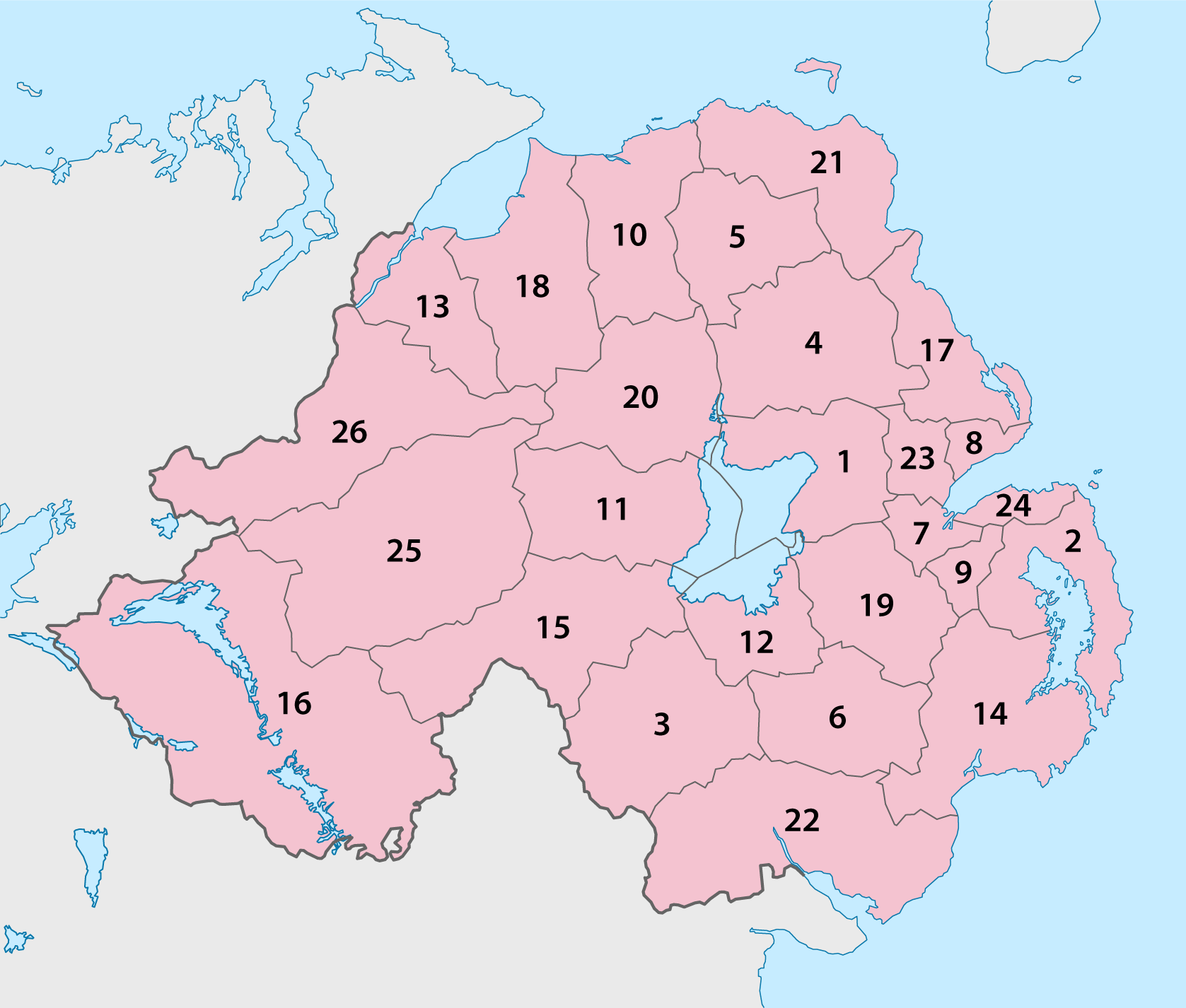
Les districts de gouvernement local depuis 1973.

| 1 : Antrim 2 : Ards 3 : Armagh 4 : Ballymena 5 : Ballymoney 6 : Banbridge 7 : Belfast 8 : Carrickfergus 9 : Castlereagh | 10 : Coleraine 11 : Cookstown 12 : Craigavon 13 : Derry 14 : Down 15 : Dungannon and South Tyrone 16 : Fermanagh 17 : Larne | 18 : Limavady 19 : Lisburn 20 : Magherafelt 21 : Moyle 22 : Newry and Mourne 23 : Newtownabbey 24 : North Down 25 : Omagh 26 : Strabane. |

## Découpage des districts

### Première proposition
Le 22 novembre 2005, le secrétaire d’État Peter Hain annonce une série de mesures partant du constat que l’Irlande-du-Nord est « sur-gouvernée » et « sur-administrée » vis-à-vis de la moyenne au Royaume-Uni. Du point de vue du gouvernement local, Peter Hain propose de renforcer les pouvoirs des conseils de districts d’abord en diminuant leur nombre de 26 à 7 puis en transférant des compétences sur la planification, les routes locales, la revitalisation ou encore le développement économique local. Aussi, il souhaite qu’un conseil de district ne puisse excéder 50 membres et que le mandat de conseiller ne soit pas compatible avec celui de membre de l’Assemblée législative.
À l’exception du Sinn Féin, les partis politiques nord-irlandais se montrent hostiles à la réforme de Peter Hain en soulevant le manque de représentativité des autorités locales avec la réduction du nombre de conseils (leur nombre idéal étant autour de 15) ou en exprimant leurs craintes de voir des régions découpées de façon trop nette du point de vue confessionnel. En effet, trois conseils de district pourraient avoir des majorités de protestants, trois autres seraient catholiques tandis que seule Belfast verrait ses communautés religieuses équitablement réparties. L’ancien secrétaire d’État Paul Murphy juge quant à lui ces propositions « trop abruptes »,.
Le Local Government (Boundaries) (Northern Ireland) Order du 9 mai 2006 institue un commissaire aux limites de gouvernement local (Local Government Boundaries Commissioner) chargé de recommander les limites et les noms des 7 futurs districts et de les diviser en wards. Le commissaire Richard H. Mackenzie est désigné le 1er juillet et son projet provisionnel est présenté le 7 novembre 2006,,. Il fait l’objet d’une consultation publique de 8 semaines.
Le 30 mars 2007, les recommandations révisées officialisent la division de chaque district en 60 wards (et donc le nombre de conseillers à 60) et opèrent des changements mineurs par rapport au précédent projet. Les débats portent essentiellement sur le nom des nouvelles autorités locales,.
| District | District            | Territoires des districts concernés                                            | Découpage |
| No       | Nom                 | Territoires des districts concernés                                            | Découpage |
| -------- | ------------------- | ------------------------------------------------------------------------------ | --------- |
| 1        | Belfast District    | Belfast, Castelereagh (en partie), Lisburn (en partie), North Down (en partie) |           |
| 2        | North East District | Ballymena, Ballymoney, Coleraine (en partie), Larne et Moyle                   |           |
| 3        | Inner East District | Antrim, Carrickfergus, Larne (en partie), Lisburn (en partie) et Newtownabbey  |           |
| 4        | East District       | Ards, Down, Castelereagh (en partie) et North Down (en partie)                 |           |
| 5        | South District      | Armagh, Banbridge, Craigavon et Newry and Mourne                               |           |
| 6        | North West District | Derry, Coleraine (en partie), Limavady, Magherafelt et Strabane                |           |
| 7        | West District       | Cookstown, Dungannon and South Tyrone, Fermanagh et Omagh                      |           |

### Seconde proposition
Après la restauration des pouvoirs de l’exécutif en juin 2007, le projet de découpage en 7 « super-districts » nécessite au regard des positions des partis politiques dans le pire des cas un réexamen, sinon un abandon. Arlene Foster, ministre de l’Environnement fait savoir le mois suivant que la proposition sera de nouveau traitée. Une commission est mise en place autour d’Arlene Foster avec l’objectif d’un rapport d’ici à la fin de l’année 2007.
Un compromis entre le Sinn Féin et le Democratic Unionist Party est trouvé au travers de la création de 11 nouveaux districts, le premier souhaitant mettre en œuvre les 7 « super-districts » de la première proposition tandis que les unionistes auraient été satisfaits d’un découpage en 15 districts. Le 13 mars 2008, l’exécutif approuve le projet de la ministre de l’Environnement par 7 voix contre 2.
À la demande de la ministre de l’Environnement, Shaun Woodward, secrétaire d’État pour l’Irlande-du-Nord, annonce le 25 avril 2008 le report des élections locales prévues en 2009 pour 2011 afin de pouvoir coupler le nouveau découpage territorial au scrutin,.
Un cadre juridique permettant la création des 11 nouveaux districts est voté le 12 mai 2008 par l’assemblée d’Irlande-du-Nord, le Local Government (Boundaries) Act (Northern Ireland) 2008 qui reçoit la sanction royale le 23 mai 2008. La loi abroge le Local Government Act (Northern Ireland) 1972 — le découpage en 26 districts — et le Local Government (Boundaries) (Northern Ireland) Order 2006 — la première proposition de découpage en 7 districts.
Le Local Government (Boundaries) (Northern Ireland) Order du 23 mai 2008 charge le commissaire aux limites des gouvernements locaux de recommander les limites et les noms des 11 futurs districts et de les diviser en wards. Son projet prévisionnel est présenté le 17 septembre 2008. Son rapport final est adressé au département de l’Environnement le 22 juin 2009.
| District | District                              | Territoires des districts concernés                                            | Découpage |
| No       | Nom                                   | Territoires des districts concernés                                            | Découpage |
| -------- | ------------------------------------- | ------------------------------------------------------------------------------ | --------- |
| 1        | Belfast City                          | Belfast, Castelereagh (en partie), Lisburn (en partie), North Down (en partie) |           |
| 2        | Ards and North Down District          | Ards et North Down (en partie)                                                 |           |
| 3        | Antrim and Newtownabbey District      | Antrim et Newtownabbey                                                         |           |
| 4        | Lisburn City and Castlereagh District | Castelereagh (en partie) et Lisburn (en partie)                                |           |
| 5        | Newry City and Down District          | Down, Banbridge (en partie) et Newry and Mourne                                |           |
| 6        | Armagh City and Bann District         | Armagh, Banbridge (en partie) et Craigavon                                     |           |
| 7        | Mid-Antrim District                   | Ballymena, Carrickfergus et Larne                                              |           |
| 8        | Causeway Coast District               | Ballymoney, Coleraine, Limavady et Moyle                                       |           |
| 9        | Mid-Ulster District                   | Cookstown, Dungannon and South Tyrone et Magherafelt                           |           |
| 10       | Derry City and Strabane District      | Derry et Strabane                                                              |           |
| 11       | Fermanagh and Omagh District          | Fermanagh et Omagh                                                             |           |

### Suspension
En mai 2010, l’exécutif nord-irlandais n’a toujours pas donné son accord sur la délimitation des zones électorales de district (district electoral areas). En effet, le cas de Dunmurry, qui doit appartenir à la future cité de Belfast plutôt qu’au district réunissant le borough de Castlereagh et la cité de Lisburn, divise les ministres entre eux : le ministre de l’Environnement Edwin Poots, chargé de l’application de la loi, s’oppose à l’extension de la cité de Belfast tandis que les membres de l’exécutif apparentés au Sinn Féin y sont favorables. Or, selon le Northern Ireland Office, en l’absence de mise en œuvre des limites électorales et de districts, les élections locales de mai 2011 ne peuvent avoir lieu qu’en vertu du découpage à 26 districts et selon le découpage en zones électorales de 1993,.
Une décision de reporter l’application du découpage en 2015 devait être annoncée le 13 mai 2010 mais les différends entre Edwin Poots et Sammy Wilson, ministre des Finances et du Personnel, l’ont reportée. Le 15 juin les réformes proposées sont abandonnées en raison de l’incapacité de l’exécutif à réunir un soutien global des ministres : le Social Democratic and Labour Party, le Sinn Féin et l’Alliance Party votent en leur faveur, mais le Democratic Unionist Party vote contre et l’Ulster Unionist Party s’abstient. Ainsi, les élections de 2011 se tiennent une nouvelle fois sous la forme du découpage en 26 districts,.
John Matthews, président de la Northern Ireland Local Government Association estime que l’absence de décision repousse plus tard dans le temps une résolution encore plus difficile : une bonne opportunité a ainsi été perdue pour lui. Aussi, le gouvernement central obtient des conseils de district le paiement d’une partie de la somme de la rationalisation des autorités locales face aux coûts engendrés par la réforme,,.
Lire en ligne

UK Statute Law Database

Local Government (Boundaries) Act (Northern Ireland) 2008

### Application
À la suite des élections législatives de mai 2011, l’exécutif consociationaliste s’engage à établir le découpage en 11 districts pour les prochaines élections locales dans son programme de gouvernement le 22 septembre 2011.
Le 12 juin 2012, l’assemblée d’Irlande-du-Nord vote en faveur d’un projet de décret en Conseil portant création des nouveaux districts par 59 voix contre 26. Le 30 novembre 2012, le projet, qui devient le Local Government (Boundaries) Order (Northern Ireland) 2012, est appliqué : il met en œuvre la seconde proposition de découpage et attribue les dénominations des nouveaux districts à compter du 1er avril 2015.
Après un nouveau rapport du commissaire aux limites des districts en mai 2013, le District Electoral Areas (Northern Ireland) Order 2014 du 11 février 2014 définit la répartition des wards au sein des zones électorales de district à compter des élections locales du 22 mai 2014.

## Rationalisation de l’action des districts
L’exécutif présente un projet de loi le 23 septembre 2013 à l’assemblée en vue de rationaliser la pratique de l’action publique dans les districts de gouvernement local. Porté par le ministre de l’Environnement Mark Durkan, il prévoit dans un premier temps une année blanche entre mai 2014 et mars 2015 pendant laquelle les conseils des 26 anciens districts et les 11 conseils entrants coexisteraient. Du fait de la taille des nouveaux conseils, un arsenal législatif est imaginé pour protéger les droits des minorités lorsque les institutions sont à dominante unioniste ou nationaliste : un partage imposé des postes importants au sein du conseil, ou encore une procédure d’appel contre une décision à la demande 15 % des conseillers.
Aussi, le texte prévoit le transfert de compétences du gouvernement central nord-irlandais vers les conseils de district, un meilleur partenariat entre les districts, l’exécutif et les départements ministériels. Du point de vue de la moralisation de la vie publique, il s’agit également d’établir un code de conduite des conseillers, dont le mandat ne peut être exercé en même temps que celui de membre du Parlement (MP), membre de l’Assemblée législative (MLA) et de membre du Parlement européen (MEP), proscrivant la pratique du double mandat (double-jobbing).
Le Local Government Act (Northern Ireland) 2014 reçoit la sanction royale le 12 mai 2014. Des dispositions transitoires viennent compléter la loi le 28 mai avec le Local Government (Transitional, Supplementary, Incidental Provisions and Modifications) Regulations (Northern Ireland) 2014.

## Statuts des conseils
La législation est complétée le 9 mars 2015 par les Local Government (Transitional, Incidental, Consequential and Supplemental Provisions) Regulations (Northern Ireland) 2015 qui permet d’éclaircir les modalités d’acquisition du statut de borough ou de cité.
| Nom du district de gouvernement local | Statut du conseil                 | Origine                                                                                             |
| ------------------------------------- | --------------------------------- | --------------------------------------------------------------------------------------------------- |
| Ards and North Down                   | Conseil de district (2015-2016)   | Statut de borough d’après la charte du borough de North Down (1973) (avec effet au 15 janvier 2016) |
| Ards and North Down                   | Conseil de borough (depuis 2016)  | Statut de borough d’après la charte du borough de North Down (1973) (avec effet au 15 janvier 2016) |
| Mid and East Antrim                   | Conseil de borough (depuis 2015)  | Statut de borough d’après la charte du borough de Carrickfergus (1973)                              |
| Antrim and Newtownabbey               | Conseil de borough (depuis 2015)  | Statut de borough d’après la charte du borough d’Antrim (1977)                                      |
| Belfast                               | Conseil de cité (depuis 2015)     | Statut de cité d’après la charte de la cité de Belfast (1973)                                       |
| Armagh City, Banbridge and Craigavon  | Conseil de cité (depuis 2015)     | Statut de cité d’après la charte de la cité et district d’Armagh (1995)                             |
| Causeway Coast and Glens              | Conseil de borough (depuis 2015)  | Statut de borough d’après la charte du borough de Coleraine (1973)                                  |
| Derry City and Strabane               | Conseil de cité (depuis 2015)     | Statut de cité d’après la charte de la cité de Derry (1973)                                         |
| Fermanagh and Omagh                   | Conseil de district (depuis 2015) | |
| Lisburn and Castlereagh               | Conseil de cité (depuis 2015)     | Statut de cité d’après la charte du cité de Lisburn (1964)                                          |
| Mid Ulster                            | Conseil de district (depuis 2015) | |
| Newry, Mourne and Down                | Conseil de district (depuis 2015) | |

### Source
- (en) Cet article est partiellement ou en totalité issu de l’article de Wikipédia en anglais intitulé « Reform of local government in Northern Ireland » (voir la liste des auteurs).